# 협력의 원리
협력의 원리(cooperative principle, 協力의 原理)는 언어학 특히 화용론에서 화자와 청자의 대화에서 논리적 함축이 아니어도 둘이 협력할 경우에 의미 전달이 가능하다는 개념을 명시화한, 폴 그라이스(Grice, P.)의 대화 원리이다. 대화(dialog)가 진행되는 각 단계에 해당하는 목적이나 대화의 방향에 따라 요구되는 만큼 기여하라는 것이다. 이는 그라이스의 대화격률(Gricean對話格率, Gricean maxims)로 알려진  양의 격률, 질의 격률, 관련성의 격률, 방법의 격률들로 구분되는 격률이 적용된다.

## 적합성의 원리
협력의 원리(Cooperative principle)에 의해서 작동되는 화자와 청자간의 다이얼로그(dialogue)에서 그라이스의 대화격률(Gricean maxims)이 애매모호하게 사용되거나  무시된다고 해도 그 다이얼로그(dialogue)가 계속 진행될수있는 경우로 적합성의 원리(Relevance theory)가 제안된다.

## 같이 보기
- 함축
- 황금률